# Hans Lenhard
Johann Nepomuk „Hans“ Lenhard (* 20. Mai 1853 in Hinterkotten; † 20. Juni 1920 in Wien) war ein österreichischer Fotograf.

## Leben
Lenhard war zunächst Journalist bei verschiedenen Wiener Tageszeitungen, wandte sich dann aber der Fotografie zu. Er trat in das Atelier des Hoffotografen Josef Löwy ein und redigierte die Fachzeitschrift „Der photographische Mitarbeiter“. Gemeinsam mit Viktor Silberer schuf er am 16. September 1885 die ersten Ballonaufnahmen in Österreich. Als erster Österreicher veröffentlichte er 1888 Einzelheiten über die Heliogravüre.
Nach der Gründung der k. k. Lehr- und Versuchsanstalt für Photographie und Reproduktionsverfahren wurde er dort zum Professor ernannt. Er wirkte unter dem Gründer Josef Maria Eder und führte Studienreisen in zahlreiche europäische Länder durch. Nach seiner Versetzung in den Ruhestand 1909 betrieb er ein fotografisches Atelier, das von seiner Tochter Paula Ernestine (P. E.) Lenhard (* 16. Dezember 1882 in Wien; † 5. Dezember 1965 ebenda) weitergeführt wurde.
Lenhard wurde auf dem Wiener Zentralfriedhof (Gruppe 15H, Reihe 2, Nummer 7) begraben.